# Cair Paravel
Cair Paravel a Narnia Krónikái könyvsorozat (illetve azok filmadaptációinak) egyik főhelyszíne. Narnia királyai mind itt uralkodtak, ez az épület volt a székhelyük.

Cair Paravel a Keleti-tenger felől nézve

Más néven úgy emlegetik, mint A négy trónus kastélya. A kastély a Keleti-Tenger partvidékén fekszik, egy hatalmas szikla tetején, ahol Narnia nagy folyója beletorkollik a tengerbe.

## Az oroszlán, a boszorkány és a ruhásszekrény
A film első részében, miután a négy uralkodó (Peter, Susan, Edmund, Lucy) legyőzte a Fehér boszorkányt, Narnia ősi vezetője, Aslan, a kastélyban megkoronázza őket a narniai lények előtt.

## Caspian herceg
Amikor a négy fiatal visszatér Narniába, a kastélynak már csak a romjait találják, amit benőtt a sűrű növényzet és almafák borítanak szerteszét. Edmund azonban hamar rájön, hogy egy csata folyamán rombolták le és mint később kiderül, igaza is volt: amikor a telmarinok megérkeztek, megszállták Narniát és lerombolták Cair Paravel kastélyát. A kastély teljes egésze odaveszett, kivéve a kincstár, ahol a négy király szobra előtt hever négy láda, mindegyikben egy-egy uralkodó teljes felszerelése. A felszerelés Susan királynő kürtjét eltekintve teljes és sértetlen.
X. Caspian végül újjáépítteti a kastélyt, de csak Az ezüst trón című kötet végén.

## A végső ütközet
Tirian király idején, Tisroc volt Calormen utolsó uralkodója. Végül az árulásoknak és a zűrzavaroknak köszönhetően Cair Paravel ismét elesik, de immáron végleg.

## Valóban létezett?!
William Vaus, egy amerikai teológus felfedezni vélt egy kastélyromot, mely véleménye szerint rendkívül hasonlít Cair Paravelhez. Ez a rom a Dunluce Kastély és Észak-Írország északi részén található. A kastély elhelyezkedése tökéletesen megegyezik a C.S. Lewis által leírtaknak: egy sziklán az azúrkék tenger felett, körülötte pedig zöldellő fák. Ez a hely Belfast városától 59,04 mérföldre található észak-északnyugat irányba – ez átszámítva 95 kilométer, vagyis röpke egyórás autóúttal el lehet oda jutni.

## Fordítás
- Ez a szócikk részben vagy egészben  a   Cair_Paravel című angol Wikipédia-szócikk fordításán alapul.  Az eredeti cikk szerkesztőit annak laptörténete sorolja fel. Ez a jelzés csupán a megfogalmazás eredetét és a szerzői jogokat jelzi, nem szolgál a cikkben szereplő információk forrásmegjelöléseként.